# 진성 리더십
진성 리더십에 대한 설명이다.

## 역사적 배경 및 문제 제기

### 진정성에 대한 역사적 배경
진성성에 관한 철학적 기원은 셰익스피어가 햄릿에서 인용한 그리스 소크라테스의 철학적 언명 “자기 자신에게 진실 되어라 (To thine own self be true)”까지 거슬러 올라간다. 그 당시의 철학자들의 우주의 근원에 대한 물음을 주로 던졌는데 소크라테스는 이와는 반대로 “네 자신을 알라”라는 언명을 통해 자신의 근거에 대한 물음으로 철학의 방향을 바꾸었다. 이런 점에서 소크라테스는 내면의 진정성을 탐구한 철학의 시조라고 볼 수 있다.
또한 과거 종교 개혁, 사회 계약의 이념 등장에 그 배경을 이룬다. 18세기 자아로의 전환을 촉진하였던 종교개혁은 실제 행위보다 내면에 어떤 마음을 갖고 있는가를 중요하게 생각했다. 사회 계약의 이념 역시 사회를 자연적인 것으로 보는 것이 아니라 자아 외부에 존재하는 것으로 보기 시작하여 공적 공간의 외면성이 낳는 소외에 대응하는 방식으로 내면에의 몰두를 강화하게 되었다(Charls, 2001). 특히, 외면과 내면의 분리, 공적 공간과 사적 공간의 분리, 사실과 가치의 분리는 진정성이라는 개념을 다루는 데 있어서의 프레임을 감당해 왔다.
또한 동양의 경우, 과거 중국 유소의 인물지에서 인재를 드러내는 징표를 '성정'이라 하여 '성(性)'은 마음의 바탕이고, '정(情)'은 그로부터 나온 정서 혹은 감정이라 하였다. 특히 인물지에서 말하는 성정은 심리적인 특성과 함께 품성이라는 도덕적인 의미가 함께 내포된 개념이라 할 수 있다. 김창완(2008)은 동양의 인재관을 제시하면서 동양의 전통적인 인재관에서는 덕(德)과 재(才)를 겸비한 인재를 추구하였고, 조선조의 근세 실학사항에서는 지행일치(知行一致)의 교육과 인재관으로까지 발전하게 되었다고 주장한다.
이러한 동서양의 역사적 흐름 속에 현시대에서도 정치적, 경제적 어려움이 닥쳐오고 리더들의 부패와 탐욕을 심판하고자 하는 요구가 강해지면서 진성리더에 대한 대중의 요구는 더욱 강렬해졌다. 최근 이슈가 되고 있는 착한자본주의로의 회귀를 설파하는 자본주의 4.0(Kaletsky, 2010)과 플랫폼과 공존의 생태계를 강조하는 자본주의 5.0(이민화 등, 2012)은 기업과 리더의 진정성에 주목한다.

### 진성리더십이 나온 배경
진성리더십(Authentic leadership)의 개념은 시장중심의 무한경쟁 패러다임에 한계점이 있다고 지각한 학자, 실무자, 운영자들에 의해 2004년 네브래스카 리더십 컨퍼런스에서 처음으로 소개되었다. 이는 2000년대에 들어 기존의 리더십 이론들이 리더의 화려한 언변이나 제스처, 스킬 등을 강조하는 방향으로 발전해서 경영자의 개인적 욕구를 채우는 수단으로 전락했다는 인식이 강해졌기 때문이다.
이처럼 기존 리더십의 한계를 논함과 동시에 진성리더십 및 리더가 가진 진정성(Authenticity)과 윤리성(Ethicality) 등에 대한 관심이 증폭된 결정적 사건은 미국의 거대 에너지 기업 엔론(Enron)의 파산이었다. 비윤리적 기업, 부패 리더십의 상징으로 여겨지는 엔론 사태는 리더들의 도덕적 해이, 탐욕과 오만, 진정성 없는 리더들이 글로벌 거대 조직은 순식간에 파산에 이르게 만들 수 있음을 보여주었다. 한편 2012년 다보스 포럼에서도 지금까지의 친기업적 주장과는 달리 위기에 빠진 자본주의를 구제하기 위한 해법이 필요하다고 주장하였다. 포럼의 창설자 클라우스 슈바프 회장은 개막 리셉션에서 자유시장 경제가 저지른 '죄'를 뉘우치는 환경이 조성되고 있고, 최소한의 도덕성도 갖추지 못한 금융, 기업, 자본에 대한 비판과 함께 최고 경영자들의 도덕성 회복을 주장하였다.
과거 엔론의 파산에서부터 최근의 세계 경제 포럼에 이르기까지 일련의 사건, 사고들이 강조하는 바는 리더가 가지는 '도덕성'과 '윤리성'이다. 최근 많은 분야에서의 화두는 자유시장 경제의 문제점을 회복할 수 있는 대안이 무엇인가이다(Breit & Hirsch, 2009). 자유시장경제에서 기업들은 최단 기간에 최대한의 경제적인 결과물을 보여주기 위한 화려한 리더십 스킬만을 보여주었고, 성공만으로 리더를 판단하는 환경이 만들어졌다(윤정구, 2011a, 2011b; Bryman, 1996). 이처럼 전 세계적으로 결과를 보여주는 이익 창출에만 집중한 나머지 자본주의와 자유주의 문제점들이 생겨났다. 이에 대한 대안으로 윤리경영과 기업의 사회적 책임(Corporate social responsibility) 등이 논의되고 있다. 세계를 비롯해 대한민국 내에서도 진성 리더에 대해 논의되고 있다.
따라서 기존 리더십이 가진 한계점이 무엇인가를 연구하면서(Bass & Steidlmeier, 1999; George, 2003; Luthans & Avolio, 2003; Seligman, 2002) 자기 자신과 조직원들 간에 진정성 있는 관계를 바탕으로 문제를 해결하려는 진성 리더십이 중 리더십으로 주목받고 있다.

## 개념과 특징

### 개념
진성리더십의 개념은 진정성(authenticity)의 개념을 바탕으로 정의된다. 진정성은 한 개인이 자기 스스로를 알고, 자신 내면의 생각과 감정, 가치관 등에 일치되도록 행동하는 것을 의미하며, 자기인식(self-awareness)과 자기규제(self-regulation) 등 두 가지 요소로 이루어진다. 자기인식은 현재 자신의 진정한 자아를 인식하는 것으로 자신의 재능, 강점, 목표, 핵심 가치관, 믿음, 욕망 등을 지속적으로 이해하는 과정이며, 자기규제는 개인이 그들의 가치관과 목표를 자신의 행위와 일치시키는 과정이다.
진성리더십은 '리더와 조직구성원들의 긍정적 자기개발 촉진 측면에서 자기인식, 내재화된 도덕적 관점, 정보의 균형된 프로세스(처리) 및 관계적 투명성 등을 보다 발전시키기 위해 긍정적 심리 역량과 긍정적/도덕적 분위기를 만들어내고 증진하는 리더의 행동 양식'으로 정의된다. 진성리더란 '자신이 어떻게 행동하고 생각하는지 충분히 지각하며, 그들과 다른 사람들의 가치/도덕적 관점, 지식 및 강점을 알고 있는 다른 사람들에 의해 인식되는 사람들로서, 그들이 행동하는 맥락을 알고 있으며, 자신감 있고, 희망적이며, 낙관적이고, 복원력이 높으며, 높은 도덕적 특성을 지닌 리더'이다. 진성리더 (Authentic Leaders) 들이 다른 리더들과 다른 점은 목적을 추구함으로써 결과와 성과를 도출하는 사람들이라는 점일 것이다. 즉 이들은 결과나 성과를 도출하기 위해서 목적을 희생하는 것을 가장 부끄러운 일로 생각한다. 이들은 목적이 구현되면 결과와 성과는 자연적으로 따라온다는 것을 깨달은 사람들이다. 따라서 이들은 사람들에게 선한 영향력을 미칠 수 있는 진정성 있는 조직과 자신의 "목적"을 찾기 위해 지속적으로 성찰하며 목적이 설정되었을 때 이것을 구현하기 위해서 말보다는 몸으로 먼저 실천하는 사람들이다. 이런 성찰과 실천 과정을 통해 이들의 목적의 스토리는 이들의 품성으로 자연스럽게 체화된다. 진성리더는 목적의 스토리가 성품으로 체화된 사람을 지칭한다.

### 특징
진성리더의 척도에서는 4가지 차원을 측정하고 있는데 리더의 자기인식 (self-awareness), 내재화된 윤리적 관점 (internalized moral perspective), 관계적 투명성 (relational transparency)과 균형화된 정보처리 과정(balanced processing)이다. 전술했듯이 자기인식은 자신의 목적을 거울삼아 자신의 내면을 보다 명확하게 인식하는 과정이다. 또한 자아인식은 자신의 강점과 약점을 정확하게 이해하고 자신이 다른 사람들에게 가지는 의미에 관해서도 생각해보는 것을 말한다. 내면화된 윤리적 관점은 사회적 압력에도 내면화된 가치나 윤리적 기준과 일치되게 행동하고 의사결정을 내리는 행동을 말한다. 또한 자신의 목표를 창출하고 이것을 내면의 가치의 가이드라인에 따라서 완성시키는 행동을 말한다. 균형 잡힌 정보처리는 의사결정을 내리기 전에 모든 적절한 내 외부의 데이터를 객관적으로 분석하는 행동을 말한다. 이와 같은 행동은 자신의 가정에 어긋난 행동이라도 과감하게 수용하는 행동을 포함한다. 관계적 투명성은 자신의 진정성을 타인들과의 관계에서도 보여주는 행동을 말한다. 자신의 진정한 생각과 감정에 대한 공유를 통해 타인과의 진실한 관계를 구축해나가는 행동을 말한다. 이 중 내재화 된 윤리적 관점과 균형 잡힌 정보처리는 진성리더십의 두 축인 자아인식 (self awareness)와 자기규제 (self regulation) 중 자기규제를 구성하고 있는 기제이다.
한마디로 진성리더십에서 리더의 진정성은 자신의 직위나 신분을 이용해서 리더십의 다양한 스킬을 행사하는 것을 넘어서서 자기 자신에 대해 진솔한 인식을 기반으로 자신에 대한 리더십을 행사하는 것을 말한다. 진성리더들은 구성원에게 자신이 설파하는 바에 진정성을 느끼게 하고 이와 같은 진정성을 통해 구성원들이 공동의 목적을 마음속으로 받아들이게 하는 역할을 수행한다고 본다.

## 다른 리더십과의 비교

### 진성리더십과 변혁적 리더십의 비교

#### 변혁적 리더십의 개념과 특징, 구성요소
변혁적 리더십은 카리스마(charisma),지적 자극(intellectual stimulation), 영적 고무(inspirational motivation)와 구성원에 대한 개별적 배려(individualized consideration)의 네 가지 요소로 구성된다. 이러한 요소를 기반으로 변혁적 리더는 보다 나은 미래의 모습을 제시하고 새로운 기회를 포착한다. 또한 변화에 맞서는 새로운 방안과 해결책을 찾는데 있어서 시너지를 발생시킨다. 이러한 변혁적 리더십은 카리스마, 지적 자극 , 영적 고무와 구성원에 대한 개별적 배려의 네 가지 하위 요소로 구성된다(Avolio,1999; Bass & Avolio, 1997).
- 카리스마는 변혁적 리더가 구성원에게 강한 감정과 동일시를 유발시켜 영향력을 행사하는 과정을 뜻한다. '개인의 천부적 능력으로 추종자에게 거대한 영향력을 행사하는 것'이라는 카리스마의 의미대로 리더 자신의 천부적 자질과 능력을 기반으로 목표와 이상을 확실히 표명하고 이를 통해 구성원들로 하여금 리더가 제시한 비전을 따르도록 만드는 것이다.

- 지적 자극은 가치, 상상력, 문제해결 및 문제인식의 방식을 변화시키고 자극하는 행동을 뜻한다(Bass, 2000). 즉, 리더는 구성원들로 하여금 기존의 방식에 의문을 제기하여 문제에 새로운 방식으로 접근하게 도와주며 이를 통해 부하의 창의성을 개발하고 새로운 도전을 격려한다.

- 영적 고무는 변혁적 리더가 구성원으로 하여금 도전적 목표와 임무, 미래에 대해 제시한 비전을 열정적으로 받아들이고 계속 추구하도록 동기부여하고 격려하는 것을 뜻한다.

- 개별적 배려는 구성원에게 개인적이고 개별적인 조언을 아끼지 않으며 이 과정에서 자신감과 자기 효능감을 증진시켜 구성원 개인의 발전을 도모하는 행동이다.[15] 구성원을 개별적으로 배려한다는 것은 리더와 구성원의 인간적인 일대일 관계를 전제로 하여 구성원들을 한 개인으로서 존중하고 신뢰함을 뜻한다. 따라서 이러한 신뢰를 바탕으로 구성원들의 성장과 발전을 가능하게 만든다. 더불어 리더의 신뢰, 칭찬, 격려, 인정을 바탕으로 구성원의 동기부여도 역시 높아질 수 있다.

#### 진성리더십의 개념과 변혁적 리더십 비교 결과
진성 리더십 관련 연구에서는 업무와 부하직원에 대해 권한을 행사함으로써 성과에 영향을 미치는 기존 리더십의 한계점을 비판하면서 타인이 아닌 리더 자신에게 솔직한 리더가 팀의 장, 단기적인 성과에 더 큰 공헌을 할 수 있다고 언급한다. 즉, 자아의 장단점을 파악함으로써 자신이 누구인지 스스로에 대한 이해를 바탕으로 자기를 인식하고 자기 규제를 통해 이상적 자아와 현재 자아 사이에 극간(gap)을 줄이기 위해 노력하는 리더를 진성 리더라고 정의하고, 다른 리더십과는 분명히 구별되는 독립적인 개념임을 주장한다. 기존 리더십을 대표할 수 있는 변혁적 리더십과 진성 리더십의 영향력을 동시에 분석해보면서 과업과 관련된 효과성(팀 성과와 팀 창의성)과 조직 내 질서 유지에 관련된 효과성(조직 몰입과 조직 정치 지각)에 미치는 상이한 영향력을 검증하고 비교하였다. 그 결과, 변혁적 리더십은 팀의 창의성에 긍정적인 영향을 미치지만 조직몰입과 조직 정치 지각에는 유의한 영향력이 없는 것으로 분석되었다. 반면에, 진성 리더십은 팀 성과와 팀 창의과같은 성과 관련 효과성 뿐만 아니라 질서 유지 관련 효과성에도 통계적으로 유의한 영향력을 미치는 것으로 나타났다(정예지, 2012).

#### 진성리더와 변혁적 리더의 차이점
“변혁적 리더는 진정성(Authenticity)이 있는 리더인가?”라는 질문에 그 대답은 '아닐 수도 있다'라고 답할 수 있다. 변혁적 리더는 리더의 변혁적 스킬이 구성원에게 영향을 미침으로써 조직 성과가 높아진다고 주장한다. 하지만 이처럼 리더가 변혁적인 겉모습은 가졌으나 내면의 진정성과 진실함이 결여되어 있고 리더의 변혁적 스킬과 평소 리더의 언행 사이에 괴리가 존재하며, 리더 자신의 이익만을 도모하기 위한 것이었다면 이러한 리더를 진정한 변혁적 리더라고 칭할 수 없다. 단지 이러한 리더는 '유사' 변혁적 리더일 뿐이다.(Avolio & Gardner, 2005; Bass &Steidlmeier, 1999; Gardner et al., 2005; Gardner et al., 2009; George, 2003; Georgeet al., 2007)
유사 리더란 리더가 리더 자신을 대하는 내면적 자아와 구성원을 대하는 외면적 자아가 일치하지 않는 리더를 뜻한다. 자신에 대한 도덕적, 윤리적인 성찰 없이 외면적인 리더십 스킬만을 가지고 자신이 리더임을 주장하는 사람이다. 따라서 유사 리더는 대외적으로는 조직의 미래를 위한 비전을 제시하는 것처럼 보이지만 이 비전은 개인의 목적을 위한 비전일 가능성이 크다. 또한 진정성이 없이 변혁적 스킬만을 이용하는 경우에는 구성원과의 관계를 수단적으로 활용하여 개인의 사리사욕을 채울 수 있다(Howell & Avolio, 1992; O'Connoret al., 1995; Zhu et al., 2011).
이에 반하여, 진성 리더란 리더가 자기 자신에 대해 잘 알고 이해하고 있으며(self-awareness), 부하직원들과 개방적으로 의사소통을 하면서 자신이 가치가 있다고 생각하는 신념을 행동으로 직접 나타내는(self-regulation) 리더를 의미한다. 진성 리더 관련 이론에서는 리더십의 핵심이 리더의 스타일이나 스킬이 아니라 리더 개인의 참된 품성(character)이라 주장하며 진정성 있는 품성을 갖춘 리더를 진성 리더라고 부른다. 즉, 진성 리더십 연구에 의하면 진성 리더와 그렇지 않은 유사리더를 구분하는 것은 리더 개인의 리더십 스타일에 의한 것이 아니기 때문에 진성 리더는 거래적일 수도, 참여적일 수도, 변혁적일 수도 있다(Bass & Steidlmeier,1999).

### 진성리더십과 카리스마적 리더십의 비교
카리스마 리더십 이론과 진성리더십 이론은 크게 두 가지 측면에서 차이를 보인다(Conger & Kanugo, 1998). 먼저, 카리스마 리더십 이론에서는 진정 리더십 이론과는 다르게 자기인식(Self-awareness)과 자기규제(Self-regulation)에 대한 언급이 없다. 카리스마 리더십은 리더의 행위를 통해서 구성원의 동기를 유발하는 메커니즘을 자기 개념(Self-concept)을 바탕으로 설명한다. 그 과정에서 구성원의 자기 개념이 변하게 되면서, 리더의 가치를 구성원 자기 자신에게 내면화한다. 진성 리더십의 핵심 요소인 자기 인식과 자기 규제가 리더가 구성원에게 영향을 미치는 데 있어서 의 역할이 논의되지 않는다(Conger & Kanungo, 1987, 1998; Avilio & Gardner, 2005).
또한 리더가 구성원의 자의식에 영향을 주기 위해 행하는 방식이 다르다. 카리스마 리더는 영감어린 호소, 극적인 연설, 인상관리에 의존하지만(Avolio & Gardner, 1998; 박서영, 2008; 김동철, 2012) 진성 리더십은 개인 특성 및 성격으로 모범을 보이고 자기 헌신을 기반으로 한다. 이를 통해 리더의 가치와 도덕적 관념을 인식하게 하고 구성원의 내적 가치를 형성하는 데 도달한다. 그리고 카리스마 리더는 구성원을 종용할 때, 수사적인 언어와 리더십을 사용하지만 진성 리더는 의미를 부여하는 방식을 택한다. 스스로 창조해냄으로써 리더와 구성원의 공동적인 실체를 건설하여 긍정적인 상황을 창출하여 힘을 불어 넣고, 변화를 이끌어내는 것이다.

### 진성리더십과 윤리적 리더십의 비교
윤리적 리더십은 도덕적인 인간(Moral Person)과 도덕적 관리자로 구성되어 있다(Walumbwa, F.O., Avolio(2008), op. cit, pp.89-126). 윤리적 리더십은 개인 행동과 타인과의 관계를 통해 규범적으로 적절한 행동을 보여주고, 양방향 커뮤니케이션 강화, 재강화 그리고 의사결정을 통해 구성원들에게도 규범적으로 합당한 행동을 하도록 촉진하는 것으로 정의한다(Brown, Trevino & Rarrison, 2005). 도덕적인 인간은 개인적으로 그리고 직업적으로도 올바른 행동을 하려고 한다. 윤리적 리더는 명백한 도덕적 기준을 추구함에 있어서 자기규율적이며 일관성이 있고, 이로 인해 불확실성이나 압력에 직면해도 타협하지 않는다. 그리고 도덕적 관리자는 의도적으로 윤리적 행동을 구성원들이 알 수 있게 실천함으로써, 윤리적 행동을 하는 역할 모형을 모범적으로 보여준다. 이를 통해 자신이 윤리성을 중시한다는 것을 구성원들에게 알려준다(Brown et al., 2005).
먼저, 진성 리더십과 윤리적 리더십 이론의 공통점은 모두 리더는 도덕적 인간으로서 정직성, 성실성, 공개성, 올바른 일을 하려는 기대를 보이고 있다는 것이다. 진성 리더십은 윤리적 리더의 두 핵심 요소 중 도덕적 관리자 요소에 중심이 되는 '윤리적 역할모형'을 강조하는 면에서 윤리적 리더십과 공통성을 지닌다(Gardner et al., 2005). 두 이론 모두 내재화된 도덕적 관점을 지향하는 데서 부분적으로 공통점을 보인다. 하지만 진성 리더십은 리더가 윤리적 행동의 모범이 되어야 한다는 것에 동의하지만 이것이 핵심 요인이라고 하지는 않는다.
진성리더십은 윤리적 리더십이 고려하지 못한 차별적 요소를 가지고 있다. 구체적으로 자아의식, 관계의 투명성, 정보의 균형된 처리 등은 진성리더십에는 나타나지만 윤리적 리더십에는 나타나지 않는다. 예를 들면, 자아 의식은 진성 리더십에 있어서 특히 중요하다. 왜냐하면 자신의 강점과 약점을 의식하고 있음을 보임으로써 자신에 진실될 수 있고 진성적이 되는데 대단히 중요하다. 윤리적 행위는 진성 리더십이 성립하기 위한 필요 조건이지만 충분 조건은 되지 못한다. 따라서 진성 리더십은 윤리적 리더십을 초월한 것이다(Walumbwa et al., 2008).

### 서번트 리더십 및 영성 리더십과의 비교
진성 리더십과 서번트 리더십 및 영성 리더십은 모두 리더의 자기 인식, 자아 규제의 역할에 관한 명시적 또는 묵시적 인지를 포함한다. 서번트 리더에 관한 문헌에서 자기 인식, 감정이입, 개념화 및 통찰에 관한 기술이 많이 나타난다(Smith et al., 2004; Spears et al., 2001). 진성 리더십은 서번트 리더십과 상당히 밀접한 관련이 있지만 자기 자신을 안다는 특성과 투명한 관계의 요소를 가진다는 점은 서번트 리더십과 상이한 점이다(Shirey, 2006). 다시 말하면 두 리더십 이론을 비교했을 때 나타나는 진성 리더십의 차별적 특징은 진성 리더가 깊은 자기 의식에 근거하여 있고 자신이 어떤 중요한 이슈, 가치 및 신념에 서있는지를 알고 있다는 것이다. 그리고 진성 리더는 자기가 표방하는 원리, 가치 및 윤리를 말로서가 아니라 행동으로 다른 사람에게 전달한다(Avolio & Gardner, 2005).
진성 리더십은 긍정 심리학에 이론적 기반을 두고 있는데 비해, 서번트 리더십은 몰이론적이라는 비판을 받고 있다. 진성 리더십은 자아 인식, 자아 규제에 대한 논의를 위해 임상학적 문헌과 긍정 사회 심리학적 문헌을 고려했으나(Bandura, 1986, 1997, 2000; Seligman & Csikszentmihayi, 2000; Stajkovis & Luthans, 1998), 서번트 리더십은 문헌적으로 조직에서 실질적이고 지속적인 성과를 창출하는데 기여한다는 주장이 부족하다(Avolio & Gardner, 2005). 또한 서번트 리더십 이론은 대개 자기 인식 및 자기 규제에 관한 실증연구 결과로서 뒷받침하지 못하며 비이론적이다. 부하의 자기 인식과 자기 규제의 매개 역할에 관한 논의도 빠져있다.
한편 진성리더와 영성 리더가 중복되는 부분은 두 리더 모두 성실성, 신뢰, 용기, 희망 및 지구력에 초점을 두고 있다는 점이다(Avolio & Gardner, 2005). 또한, 영성 리더십도 가치 및 태도에 초점을 둔 리더의 자아의식의 역할을 암묵적으로 인정하고 있다. 그러나 이러한 자기 인식의 역할이 리더의 행위의 일종으로 포함되어 영성 리더의 리더 행동의 일종으로 간주되었다. 진성 리더십과 달리 자아의식의 역할과 리더의 행동의 구분이 모호한 것이다.

### 다른 리더십과의 비교 종합 및 요약
- 진성리더십은 다른 이론에 비해 포괄적이어서 다른 유형의 긍정적 리더십의 기반이 되는 근원 개념(Root construct)을 제시하고 있다. 예를 들면, 비전이란 요소는 변혁적 리더십, 카리스적 리더십, 서번트 리더십이 모두 중요한 요소로 포함하고 있다. 그러나 진성 리더십은 아무리 좋은 비전을 제시하더라도 리더가 진성적이지 못하면 그 비전이 리더의 개인의 야망충족으로 전락될 우려가 있기 때문에 리더의 진성이 중요시된다는 것을 강조한다.

- 변혁적 리더십과 진성 리더십은 양자가 모두 긍정적 리더십이라는 점에서 유사하다. 그러나 변혁적 리더십은 리더가 비전을 제시하고 구성원에게 영감을 일깨우는 강한 지적 자극을 줌으로써 리더에 의한 모델링을 통해 하향식 방식으로 부하에게 동기를 부여하여 부하가 스스로 리더성을 가지도록 하는데 비해, 진성리더십은 리더가 깊은 자기 인식을 통하여 구성원의 눈에 리더가 말과 행동이 일관하는 리더로 비침으로써 구성원의 긍정적 심리를 자극하는 점에서 두 리더십이 구별될 수 있다.

- 카리스마적 리더십은 리더의 강한 자기개념(Self-concept)을 바탕으로 구성원이 리더와의 동일화 과정을 통해 동기유발이 되는 메커니즘을 중시하는 데 비해, 진성리더십은 리더 자신이 자기 인식에 의해 구성원에게 모범을 보임으로써 구성원의 자기 인식에 영향을 미쳐 리더와 부하의 공동 인식을 형성한다는 점에서 차이가 있다.

- 서번트 리더십과 영성 리더십도 리더의 자아의식에 의한 규제를 제시한다는 점에서는 진성 리더십과 유사하다. 그러나 서번트 리더십은 몰이론적이지만(Avolio & Gardner, 2005) 진성리더십은 긍정심리학에 기반을 두고 있다.[24]

또한 진성 리더십과 영성 리더십은 둘 다 성실성, 신뢰, 용기, 희망을 강조하는 점에서 유사하다. 그러나 영성리더십 인간의 욕구인 소명의식과 구성원의식을 통해 내재적으로 동기부여를 하는 리더십인 반면에(Fry, 2003), 진성리더십은 리더의 자기 인식이 구성원의 긍정적 심리를 유발하는 점을 강조하는데서 차이가 있다.

## 같이 보기
- 긍정심리학